# Tenuiphantes mengei
Tenuiphantes mengei es una especie de araña araneomorfa del género Tenuiphantes, familia Linyphiidae. La especie fue descrita científicamente por Kulczyński en 1887.
La longitud del cuerpo del macho es de 1,5-2,5 milímetros y de la hembra 1,6-2,5 milímetros. La especie se distribuye por Europa, Cáucaso, Rusia (Europa al Lejano Oriente), Kazajistán y Asia Central.